# Thomas Hodgskin
 (octobre 2012).
Thomas Hodgskin est un écrivain socialiste de l'économie politique anglais, né le 12 décembre 1787 à Chatham dans le Kent et mort le 21 août 1869 à Feltham dans le Middlesex. C'est un critique du capitalisme, « anarchiste du marché » et défenseur du libre-échange et des premiers syndicats.

## Biographie
Né d'un père qui travaille dans l'arsenal naval de Chatham à Londres, Hodgskin rejoint la marine à l'âge de 12 ans. Il gravit rapidement les échelons durant les années de lutte navale avec les Français jusqu'au rang de premier lieutenant. Après la défaite navale des Français, les opportunités d'avancement disparaissent et Hodgskin a des problèmes disciplinaires avec ses supérieurs, pour finalement aboutir en cour martiale et à sa démission en 1812, ce qui l'incite à écrire son premier livre, An Essay on Naval Discipline qui paraît en 1813. C'est une critique acerbe du régime autoritaire et brutal alors en vigueur dans la marine.
Entrant d'abord à l'université d'Édimbourg pour ses études, il rejoint Londres en 1815 et entre dans le cercle utilitariste aux côtés de Francis Place, Jeremy Bentham et James Mill. Avec leur appui, il passe les cinq années suivantes dans un programme de voyages et d'études à travers l'Europe qui aboutit, entre autres, à l'écriture de son deuxième livre Travels in North Germany qui paraît en 1820.
Après trois ans à Édimbourg, Hodgskin retourne à Londres en 1823 en tant que journaliste. Influencé entre autres par Jean-Baptiste Say, son point de vue sur l'économie politique diverge alors de l'utilitarisme orthodoxe de David Ricardo et James Mill. Au cours de la controverse à propos des actes parlementaires visant d'abord à légaliser puis à interdire les organisations de travailleurs, Mill et Ricardo sont en faveur de l'interdiction alors que Hodgskin soutient le droit de se syndiquer. Prenant la valeur travail de Ricardo, il l'utilise pour dénoncer l'appropriation illégitime de la majeure partie de la valeur produite par les ouvriers industriels. Il se déclare partisan de ces points de vue dans une série de conférences à l'Institut Londonien de mécanique (qui fut rebaptisé plus tard Birkbeck, Université de Londres) où il discute avec William Thompson avec qui il partage la critique de l'expropriation capitaliste mais pas le remède proposé. Les résultats de ces conférences et des débats qu'il publie sous le titre de Labour Defended against the Claims of Capital en 1825, qui est une moquerie au Commerce Defended de James Mill et manifeste son opposition à ces derniers qui se rangent aux côtés des capitalistes contre leurs employés., Popular Political Economy en 1827 et Natural and Artificial Right of Property Contrasted en 1832.
Bien que sa critique de l'appropriation par les employeurs de la part du lion de la valeur produite par leurs employés influence les générations suivantes de socialistes, y compris Karl Marx, les croyances déistes fondamentales de Hodgskin identifient la production et l'échange basé sur la valeur travail (libéré des expropriations  prétendument illégitimes du loyer, des intérêts et des profits du propriétaire) comme une partie du « droit naturel », le bon ordre divinement établi des relations de la société contrastant avec les machinations « artificielles », sources de désaccords et de conflits. Il rejette le proto-communisme de William Thompson et Robert Owen par le même appel au « droit naturel ».
En 1823, Hodgskin et Joseph Clinton Robinson unissent leurs forces pour la création du Mechanics Magazine. Dans l'édition d'octobre 1823, Hodgskin et Francis Place écrivent un manifeste pour un Institut de Mécanique (en) qui serait plus qu'une école technique mais un endroit où des études pratiques pourraient être combinées avec une réflexion pratique sur l'état de la société. La réunion inaugurale pour fonder l'institut a lieu en 1823, mais l'idée est reprise par des gens moins radicaux préoccupés par les visions économiques peu orthodoxes de Hodgskin, dont George Birkbeck, un éducateur bien connu de Glasgow.
Malgré sa notoriété dans les temps révolutionnaires agités des années 1820, Hodgskin se retire dans le domaine du journalisme du parti whig après la loi de réforme de 1832. Il devient un défenseur du libre-échange et passe quinze ans à écrire pour The Economist. Il travaille pour le journal avec son fondateur James Wilson et avec le jeune Herbert Spencer. Hodgskin voit la disparition des lois sur les céréales comme la première étape à la chute du gouvernement et son anarchisme libéral est considéré comme trop radical par la plupart des libéraux de la ligue Anti-Corn Law. Il quitte The Economist en 1857 mais continue à travailler comme journaliste pour le reste de sa vie.

## Interprétations ultérieures de sa pensée
G. D. H. Cole, théoricien socialiste fabien, décrit en 1922 Hodgskin comme l'un des fondateurs du mouvement ouvrier anglais (bien qu'il ne fût pas un ouvrier), un idéologue du laissez-faire et un « anarchiste philosophique suivant la tradition de William Godwin » qui attend une « société individualiste non gouvernementale » mais qui se distingue « de l'individualisme pur par sa ferme défense du syndicalisme ».
En 1991, Kenneth R. Gregg définissait Hodgskin comme un « anarchiste du marché ». Dans une bibliographie publiée en 2014 par Wendy McElroy, historienne de l'anarchisme individualiste, Hodgskin figure parmi les précurseurs européens de l'anarchisme individualiste.
Selon Sheldon Richman (en), Hodgskin est « un radical du libre échange qui fut l'un des premiers à appliquer le terme « capitaliste » péjorativement pour les bénéficiaires des faveurs du gouvernement accordées à cause de leur fortune au détriment du travail ».

## Œuvres sélectionnées

### Ouvrages
- 1813 : An Essay on Naval Discipline[n 1]. [(en) lire en ligne]
- 1820 : Travels in the North of Germany[n 2], vol. 1. [(en) lire en ligne]
- 1820 : Travels in the North of Germany[n 2], vol. 2. [(en) lire en ligne]
- 1827 : Popular Political Economy[n 5]. [(en) lire en ligne][4]
- 1832 : The Natural and Artificial Right of Property Contrasted[n 6]. [(en) lire en ligne]
- 1843 : A Lecture on Free Trade, in connexion with the Corn Laws[n 8]. [(en) lire en ligne]

### Articles
- 1825 : Labour Defended against the Claims of Capital[n 3]. [(en) lire en ligne][5]